# Valle del Tennessee
La Valle del Tennessee (in inglese: Tennessee Valley) è una regione degli Stati Uniti d'America corrispondente al bacino idrografico del fiume Tennessee, che copre una gran parte dello Stato americano del Tennessee.
Il confine della valle è conosciuta come la Tennessee Valley Divide. La Valle del Tennessee contribuì notevolmente alla divisione legale del Grand Divisions.

## Geografia
Essa si estende dal sud-ovest del Kentucky, al nord-ovest della Georgia, e del nord-est del Mississippi alle montagne della Virginia e Carolina del Nord.

## Città importanti
- Chattanooga, Tennessee
- Decatur, Alabama
- Elizabethton, Tennessee
- Guntersville, Alabama
- Huntsville, Alabama
- Knoxville, Tennessee
- Muscle Shoals, Alabama
- Scottsboro, Alabama

### Porti fluviali
- Chattanooga
- Decatur
- Florence
- Guntersville
- Knoxville
- Muscle Shoals
- Paducah